# رابرت لیبمن
رابرت لیبمن (آلمانی: Robert Liebmann; ۵ ژوئن ۱۸۹۰ – ۱ ژوئیهٔ ۱۹۴۲) فیلم‌نامه‌نویس اهل آلمان بود.
وی فیلم‌نامه‌نویس فیلم‌هایی همچون درباره یک بازجویی و فرشته آبی بوده‌است.